# 克拉皮耶
克拉皮耶（法語：Clapiers，法語發音：[klapje] ⓘ）是法国埃罗省的一个市镇，属于蒙彼利埃区。

## 地理
克拉皮耶（43°39'27"N, 3°53'18"E）面积7.69 平方千米，位于法国奧克西塔尼大區埃罗省，该省份为法国南部沿海省份，南濒地中海，西南接奥德省，西北接塔恩省和阿韦龙省，东北与加尔省接壤。
与克拉皮耶接壤的市镇（或旧市镇、城区）包括：卡斯泰尔诺勒莱兹、阿萨斯、雅库、莱兹河畔蒙费里耶、蒙彼利埃、普拉德勒莱兹、泰朗。

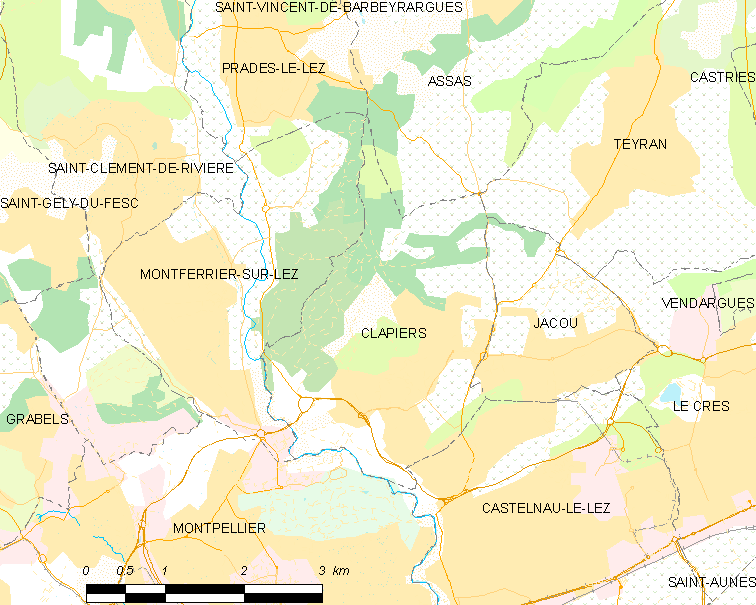
克拉皮耶的OSM定位图

克拉皮耶的时区为UTC+01:00、UTC+02:00（夏令时）。

## 行政
克拉皮耶的邮政编码为34830，INSEE市镇编码为34077。

## 政治
克拉皮耶所属的省级选区为蒙彼利埃-卡斯泰尔诺勒莱兹县。

## 人口

1962-2008年间克拉皮耶人口变化图示

克拉皮耶于2022年1月1日时的人口数量为6010人。